# Willington Ortiz
Willington José Ortiz Palacios (San Andres de Tumaco, 26 maart 1952) is een voormalig profvoetballer uit Colombia. Hij speelde als aanvallende middenvelder en luisterde naar de bijnaam "El Viejo Willy".

## Clubcarrière
Ortiz begon zijn carrière als aanvaller bij Millonarios. Met die club werd hij tweemaal landskampioen in de jaren zeventig (1972 en 1978), en speelde hij mee in vier edities van de Copa Libertadores: 1973, 1974, 1976 en 1979. In 1980 stapte Ortiz over naar Deportivo Cali, waar hij drie seizoenen speelde.
Eind 1982 volgde de transfer naar América de Cali, waar hij onder leiding van coach Gabriel Ochoa Uribe vier keer de Colombiaanse landstitel won en hij driemaal de finale van de Copa Libertadores bereikte.
Ortíz speelde 92 wedstrijden (19 goals) in de Copa Libertadores gedurende zijn carrière.

## Interlandcarrière
Ortiz speelde 49 officiële interlands voor Colombia in de periode 1973-1985, en scoorde twaalf keer voor de nationale ploeg. Hij vertegenwoordigde zijn vaderland bovendien bij de Olympische Zomerspelen 1972 in München, West-Duitsland.
Ortiz maakte zijn debuut voor de A-selectie in de vriendschappelijke thuiswedstrijd tegen de DDR (0-2) op 15 februari 1973, en speelde mee in drie edities van de Copa América: 1975, 1979 en 1983. Hij speelde zijn 49ste en laatste interland op 3 november 1985: een WK-kwalificatiewedstrijd in Cali tegen Paraguay, die met 2-1 werd gewonnen en waarin Ortiz het tweede en beslissende doelpunt voor zijn rekening nam.

## Erelijst
Millonarios
- Copa Mustang

1972, 1978
 América de Cali
- Copa Mustang

1983, 1984, 1985, 1986